# Ural-batyr
Ural-batyr sau Ural-batır (Bașchiră: Урал батыр, pronunțat [uˈrɑɫ.bɑˌtɯ̞r], de la Ural + turcicul batır - „erou, om curajos”) este cel mai faimoasă epopee a bașchirilor. Povestește fapte eroice și creaturi legendare, formarea fenomenelor naturale și așa mai departe. Este similară cu alte epopei (anglo-saxonul Beowulf, germanicul Nibelungenlied, mesopotamianul Gilgamesh sau finlandezul Kalevala). Opera propovăduiește ideea vieții eterne a națiunii și capacitatea omului de a învinge răul.

## Poveste
Bazat pe cântece populare Turcice, Iraniene și, într-o anumită măsură, Semitice, poemul povestește faptele de vitejie ale lui Ural-batyr. Ural este născut într-un cuplu în vârstă, Yanbike și Yanbirðe. Yan vine din persanul جان jan, "suflet", iar Yanbirðe înseamnă "Suflet Oferit", în timp ce Yanbike înseamnă "Femeie de suflet". Ural dovedește încă de mic toate caracteristicile unui erou legendar, precum curajul, onestitatea, bunătatea, empatia și puterea fizică. Spre deosebire de fratele său trădător Shulgan (vezi Sulgan-tash Arhivat în 2 noiembrie 2013, la Wayback Machine.), Ural este un dușman al răului și morții. După ce crește, Ural pleacă în căutarea Morții, pe care dorește să o distrugă. Pe drum se întâlnește cu diverși oameni și creaturi legendare și este întârziat de lungi aventuri; în toate cazurile, acțiunile sale servesc să salveze vieți și să lupte împotriva răului. Călărind pe calul înaripat Akbuthat (sau Akbuz At; Cal Alb-gri), el salvează de la moarte tinerii și tinerele pregătiți de sacrificiu de tiranul Shah Katil, îmblânzește un taur sălbatic, distruge un mare număr de daevas, se căsătorește cu legendara Humai (din persanul همای Humay), o sirenă-lebădă și în final învinge daevaul șef Azraka, al cărui cadavru se spune că a format Muntele Yamantau din Uralii Meridionali. Ural-batyr moare în bătălia finală, fiind obligat să bea un lac întreg în care se ascunseseră demonii, dar își lasă fiii să-i continue planurile.

## Istoric
Poemul exista inițial doar sub formă orală, de cântec. El a fost scris pentru prima dată de poetul popular Mukhamedsha Burangulov în 1910. Povestea este foarte veche și amintește de anumite istorii din Babilonia și Sumeria; ea amintește și de povestea lui Cain și Abel. 

## Traduceri
Prima traducere a Ural-batyr în engleză a fost realizată în 1999 de Sagit Shafikov, profesor în Departamentul de Limbi Străine a Universității de Stat din Bașchiria, Ufa, Rusia. A apărut într-un ziar local numit Vestnik Akademii Nauk (Jurnalul Academiei de Știință) și a fost urmată de o versiune îmbunătățită apărută în 2001 în Watandash („Compatriot”). Versiunea finală a fost publicată alături de textul original și de o traducere în rusă sub formă de carte în 2003. În 2013 a apărut o nouă traducere în engleză realizată de David și Anastasia Andresen și publicată în Statele Unite sub titlul „Ural cel curajos” (Ural the Brave) 